# Koptěvo (stanice Moskevského centrálního okruhu)
Koptěvo (rusky Коптево) je stanice na Moskevském centrálním okruhu. Je nazvána podle čtvrti, ve které se nachází. Jedná se o jednu z pěti stanic, které nebyly spuštěny spolu se zprovozněním linky. 

## Charakter stanice
Stanice Koptěvo se nachází ve stejnojmenné čtvrti v Severním administrativním okruhu západně od křížení Malého okruhu Moskevské železnice s Michalkovskou ulicí (Михалковская улица). 
Stanice má jedno ostrovní zastřešené nástupiště a jeden vestibul, který se nachází nad nástupištěm a je propojen s nadchodem. Východ z něj na sever z ústí k Michalkovské ulici a parku Michalkovo, jižní pak míří do Koptěvské ulice (Коптевская улица) a ke konečné zastávce tramvají Michalkovo. Vstupní pavilony jsou v bílé a červené barvě. V blízkosti stanice se plánuje vybudovat chrám a zastávkové zálivy pro veřejnou dopravu. Poblíž stanice se nachází železniční depo.